# 街角的商店
《街角的商店》（英語：The Shop Around the Corner）是1940年由恩斯特·刘别谦执导的美國浪漫喜剧电影，主演为詹姆斯·斯图尔特、玛格丽特·苏利文和法蘭克‧摩根。本片劇本是依據匈牙利劇作家米克羅斯·拉斯洛的劇作《香水》(Parfumerie)改編而成。這部電影讲述布達佩斯皮毛店的兩名店員透過匿名通信不自覺愛上對方的故事。
本片在AFI百年百大爱情电影中名列第28位，而且入選時代雜誌的影史前100大電影。。1999年，美國國會圖書館國家影片登記表以「具有文化，歷史或美學意義」選入保存。 其他演出配角演員有约瑟夫·斯柴德克劳特、薩拉·海登、費利克斯·貝雷斯特與威廉·特雷西。

## 劇情

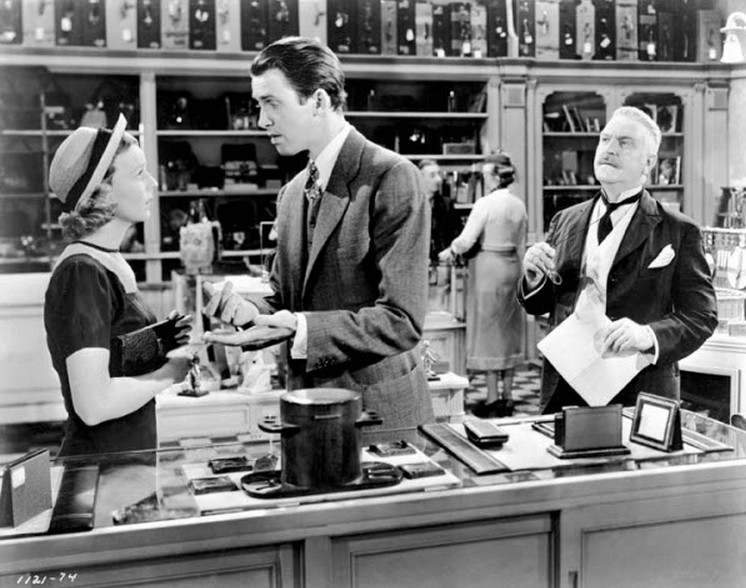
玛格丽特·苏利文、詹姆斯·斯图尔特與法蘭克‧摩根在《街角的商店》

## 演員
- 玛格丽特·萨拉文
- 詹姆斯·史都華
- 法蘭克‧摩根（英语：Frank Morgan）
- 约瑟夫·斯柴德克劳特
- 薩拉·海登（英语：Sara Haden）
- 費利克斯·貝雷斯特（英语：Felix Bressart）
- 威廉·特雷西（英语：William Tracy）